# Ioannis Paleokrassas
Ioannis Paleokrassas (grec: Ιωάννης Παλαιοκρασσάς)  (Atenes, 27 de març de 1934 - Atenes, 2 d'octubre de 2021) fou un polític grec que fou Comissari Europeu de Medi Ambient entre 1993 i 1995.

## Biografia
Va néixer el 1934 a la ciutat d'Atenes. Va estudiar economia a la Universitat d'Atenes.

## Activitat política
Membre del partit conservador Nova Democràcia (NA) l'abril de 1990 fou nomenat Ministre de Finances per part del Primer Ministre de Grècia Konstantinos Mitsotakis, càrrec que desenvolupà fins a l'agost de 1992. El 14 de juliol de 1992 patí un atemptat contra la seva persona, del qual sortí il·lès però en el qual morí un traseünt, perpetrat pr l'organització terrorista 17 de novembre.
En la formació el gener de l'any 1993 de la Comissió Delors III fou nomenat Comissari Europeu de Medi Ambient i d'Assumptes Pesquers, càrrec que desenvolupà fins al gener de 1995.